# 克列韋齊克
51°11′10″N 24°33′25″E / 51.18611°N 24.55694°E
克列韋齊克（烏克蘭語：Клевецьк），是烏克蘭的村落，位於該國西部沃倫州，由科韋利區負責管轄，始建於1511年，面積1.09平方公里，海拔高度185米，2018年人口30，人口密度每平方公里64.46人。